# Shari Belafonte
Shari Lynn Belafonte (New York, 22 settembre 1954) è un'attrice statunitense.

## Biografia
È la seconda figlia di Marguerite Byrd, una psicologa, e del cantante Harry Belafonte.

## Filmografia parziale

### Attrice

#### Cinema
- If You Could See What I Hear, regia di Eric Till (1982)
- Viaggiatore nel tempo (Time Walker), regia di Tom Kennedy (1982)
- La corsa più pazza del mondo 2 (Speed Zone), regia di Jim Drake (1989)
- Delitto numero due (Murder by Numbers), regia di Paul Leder (1989)
- Fuoco, neve e... dinamite (Feuer, Eis & Dynamit), regia di Willy Bogner (1990)
- I protagonisti (The Player), regia di Robert Altman (1992)
- Mars, regia di Jon Hess (1997)
- Teacher of the Year, regia di Jason Strouse (2014)
- Primrose Lane, regia di Kathleen Davison (2015)
- Confessions of a Teenage Jesus Jerk, regia di Eric Stoltz (2017)
- Say Yes, regia di Stewart Wade (2018)

#### Televisione
- Velvet – film TV (1984)
- La notte di Halloween (The Midnight Hour) – film TV (1985)
- Hotel – serie TV, 115 episodi (1983-1988)
- Perry Mason: Campioni senza valore (Perry Mason: The Case of the All-Star Assassin) – film TV (1989)
- French Silk – film TV (1994)
- Felicità: singolare femminile (The Heidi Chronicles) – film TV (1995)
- Babylon 5 - Terzo spazio (Babylon 5: Thirdspace) – film TV (1998)
- Per amore di Evangeline (Loving Evangeline) – film TV (1999)
- General Hospital – serie TV, 8 episodi (2016-2017)
- Ti proteggerò (Agent of Deceit) – film TV (2019)
- The Morning Show – serie TV, 17 episodi (2019-2021)
- Sistas – serie TV, 7 episodi (2019-2022)
- NCIS - Unità anticrimine (NCIS) – serie TV, episodio 22x12 (2025)

### Doppiatrice
- Mostri o non mostri... tutti a scuola (Gravedale High) - serie TV, 13 episodi (1990)
- Beyond Reality - serie TV, 23 episodi (1991-1993)
- Sonic il riccio (Sonic the Hedgehog) - 13 episodi (1994)
- Hey, Arnold! - 4 episodi (1996-1997)
- Gen: Lock (gen:LOCK) - 7 episodi (2018-2021)

## Doppiatrici italiane
Nelle versioni in italiano delle opere in cui ha recitato, Shari Belafonte è stata doppiata da:
- Giovanna Fregonese in Hotel
- Valentina Pollani in Nip/Tuck
- Cristina Dian in Station 19
- Moira Angelastri in The Morning Show
- Mirta Pepe in NCIS - Unità anticrimine

Da doppiatrice è stata sostituita da:
- Cinzia Massironi in Mostri o non mostri... tutti a scuola

## Vita privata
Suo padre era il cantante, attore e attivista Harry Belafonte. Sposata con Robert Harper nel 1977, ha divorziato nel 1988. Dal 1989 è sposata con l'attore Sam Behrens.